# Filogaso
Filogaso är en ort och kommun i provinsen Vibo Valentia i regionen Kalabrien i Italien. Kommunen hade 1 416 invånare (2017).